# 邦施泰滕 (苏黎世州)
邦施泰滕（德語：Bonstetten）是瑞士联邦苏黎世州阿福尔特恩区的市镇，面积7.42平方千米，海拔543米，2018年12月31日人口为5,543。

## 外部連結
- 邦施泰滕官方网站 （德文）